# Llista d'asteroides/205101-205200
| Nom      | Designació provisional | Data de descobriment   | Lloc de descobriment | Descobridor/s |
| -------- | ---------------------- | ---------------------- | -------------------- | ------------- |
| 205101 - | 1999 TE218             | 15 d'octubre de 1999   | Socorro              | LINEAR        |
| 205102 - | 1999 TC223             | 3 d'octubre de 1999    | Catalina             | CSS           |
| 205103 - | 1999 TH226             | 3 d'octubre de 1999    | Kitt Peak            | Spacewatch    |
| 205104 - | 1999 TZ227             | 1 d'octubre de 1999    | Kitt Peak            | Spacewatch    |
| 205105 - | 1999 TC234             | 3 d'octubre de 1999    | Kitt Peak            | Spacewatch    |
| 205106 - | 1999 TQ260             | 11 d'octubre de 1999   | Kitt Peak            | Spacewatch    |
| 205107 - | 1999 TP267             | 3 d'octubre de 1999    | Socorro              | LINEAR        |
| 205108 - | 1999 TK279             | 7 d'octubre de 1999    | Socorro              | LINEAR        |
| 205109 - | 1999 UW32              | 31 d'octubre de 1999   | Kitt Peak            | Spacewatch    |
| 205110 - | 1999 UE33              | 31 d'octubre de 1999   | Kitt Peak            | Spacewatch    |
| 205111 - | 1999 UQ40              | 16 d'octubre de 1999   | Kitt Peak            | Spacewatch    |
| 205112 - | 1999 UQ52              | 31 d'octubre de 1999   | Catalina             | CSS           |
| 205113 - | 1999 VN4               | 1 de novembre de 1999  | Catalina             | CSS           |
| 205114 - | 1999 VQ8               | 8 de novembre de 1999  | Oizumi               | T. Kobayashi  |
| 205115 - | 1999 VP17              | 2 de novembre de 1999  | Kitt Peak            | Spacewatch    |
| 205116 - | 1999 VF20              | 12 de novembre de 1999 | Višnjan Observatory  | K. Korlević   |
| 205117 - | 1999 VK42              | 4 de novembre de 1999  | Kitt Peak            | Spacewatch    |
| 205118 - | 1999 VB67              | 4 de novembre de 1999  | Socorro              | LINEAR        |
| 205119 - | 1999 VO71              | 4 de novembre de 1999  | Socorro              | LINEAR        |
| 205120 - | 1999 VQ82              | 5 de novembre de 1999  | Socorro              | LINEAR        |
| 205121 - | 1999 VL83              | 2 de novembre de 1999  | Kitt Peak            | Spacewatch    |
| 205122 - | 1999 VE92              | 9 de novembre de 1999  | Socorro              | LINEAR        |
| 205123 - | 1999 VR92              | 9 de novembre de 1999  | Socorro              | LINEAR        |
| 205124 - | 1999 VC94              | 9 de novembre de 1999  | Socorro              | LINEAR        |
| 205125 - | 1999 VD102             | 9 de novembre de 1999  | Socorro              | LINEAR        |
| 205126 - | 1999 VH129             | 11 de novembre de 1999 | Kitt Peak            | Spacewatch    |
| 205127 - | 1999 VF147             | 12 de novembre de 1999 | Socorro              | LINEAR        |
| 205128 - | 1999 VV152             | 10 de novembre de 1999 | Kitt Peak            | Spacewatch    |
| 205129 - | 1999 VO157             | 14 de novembre de 1999 | Socorro              | LINEAR        |
| 205130 - | 1999 VO159             | 14 de novembre de 1999 | Socorro              | LINEAR        |
| 205131 - | 1999 VL166             | 14 de novembre de 1999 | Socorro              | LINEAR        |
| 205132 - | 1999 VJ168             | 14 de novembre de 1999 | Socorro              | LINEAR        |
| 205133 - | 1999 VK171             | 14 de novembre de 1999 | Socorro              | LINEAR        |
| 205134 - | 1999 VQ181             | 9 de novembre de 1999  | Socorro              | LINEAR        |
| 205135 - | 1999 VM183             | 12 de novembre de 1999 | Socorro              | LINEAR        |
| 205136 - | 1999 VM193             | 1 de novembre de 1999  | Kitt Peak            | Spacewatch    |
| 205137 - | 1999 VG198             | 3 de novembre de 1999  | Catalina             | CSS           |
| 205138 - | 1999 VP201             | 3 de novembre de 1999  | Socorro              | LINEAR        |
| 205139 - | 1999 VW221             | 3 de novembre de 1999  | Kitt Peak            | Spacewatch    |
| 205140 - | 1999 WC11              | 30 de novembre de 1999 | Kitt Peak            | Spacewatch    |
| 205141 - | 1999 WR14              | 28 de novembre de 1999 | Kitt Peak            | Spacewatch    |
| 205142 - | 1999 WQ15              | 29 de novembre de 1999 | Kitt Peak            | Spacewatch    |
| 205143 - | 1999 WD18              | 30 de novembre de 1999 | Kitt Peak            | Spacewatch    |
| 205144 - | 1999 XX9               | 5 de desembre de 1999  | Kitt Peak            | Spacewatch    |
| 205145 - | 1999 XK36              | 6 de desembre de 1999  | Višnjan Observatory  | K. Korlević   |
| 205146 - | 1999 XC43              | 7 de desembre de 1999  | Socorro              | LINEAR        |
| 205147 - | 1999 XR53              | 7 de desembre de 1999  | Socorro              | LINEAR        |
| 205148 - | 1999 XR89              | 7 de desembre de 1999  | Socorro              | LINEAR        |
| 205149 - | 1999 XS110             | 5 de desembre de 1999  | Catalina             | CSS           |
| 205150 - | 1999 XD124             | 7 de desembre de 1999  | Catalina             | CSS           |
| 205151 - | 1999 XE147             | 7 de desembre de 1999  | Kitt Peak            | Spacewatch    |
| 205152 - | 1999 XK156             | 8 de desembre de 1999  | Socorro              | LINEAR        |
| 205153 - | 1999 XV186             | 12 de desembre de 1999 | Socorro              | LINEAR        |
| 205154 - | 1999 XP187             | 12 de desembre de 1999 | Socorro              | LINEAR        |
| 205155 - | 1999 XE197             | 12 de desembre de 1999 | Socorro              | LINEAR        |
| 205156 - | 1999 XM199             | 12 de desembre de 1999 | Socorro              | LINEAR        |
| 205157 - | 1999 XL223             | 13 de desembre de 1999 | Kitt Peak            | Spacewatch    |
| 205158 - | 1999 XR234             | 3 de desembre de 1999  | Anderson Mesa        | LONEOS        |
| 205159 - | 1999 XE236             | 4 de desembre de 1999  | Catalina             | CSS           |
| 205160 - | 1999 XT238             | 5 de desembre de 1999  | Catalina             | CSS           |
| 205161 - | 1999 XU254             | 12 de desembre de 1999 | Kitt Peak            | Spacewatch    |
| 205162 - | 2000 AV44              | 5 de gener de 2000     | Kitt Peak            | Spacewatch    |
| 205163 - | 2000 AK133             | 3 de gener de 2000     | Socorro              | LINEAR        |
| 205164 - | 2000 AC134             | 4 de gener de 2000     | Socorro              | LINEAR        |
| 205165 - | 2000 AS149             | 7 de gener de 2000     | Socorro              | LINEAR        |
| 205166 - | 2000 AL168             | 13 de gener de 2000    | Kleť                 | Kleť          |
| 205167 - | 2000 AR196             | 8 de gener de 2000     | Socorro              | LINEAR        |
| 205168 - | 2000 AC214             | 6 de gener de 2000     | Kitt Peak            | Spacewatch    |
| 205169 - | 2000 AV215             | 7 de gener de 2000     | Kitt Peak            | Spacewatch    |
| 205170 - | 2000 AH218             | 8 de gener de 2000     | Kitt Peak            | Spacewatch    |
| 205171 - | 2000 AB232             | 4 de gener de 2000     | Socorro              | LINEAR        |
| 205172 - | 2000 AY232             | 4 de gener de 2000     | Socorro              | LINEAR        |
| 205173 - | 2000 AS238             | 6 de gener de 2000     | Socorro              | LINEAR        |
| 205174 - | 2000 BO                | 16 de gener de 2000    | Višnjan Observatory  | K. Korlević   |
| 205175 - | 2000 BL5               | 27 de gener de 2000    | Socorro              | LINEAR        |
| 205176 - | 2000 BV21              | 29 de gener de 2000    | Kitt Peak            | Spacewatch    |
| 205177 - | 2000 CU3               | 2 de febrer de 2000    | Socorro              | LINEAR        |
| 205178 - | 2000 CC12              | 2 de febrer de 2000    | Socorro              | LINEAR        |
| 205179 - | 2000 CG17              | 2 de febrer de 2000    | Socorro              | LINEAR        |
| 205180 - | 2000 CG74              | 7 de febrer de 2000    | Kitt Peak            | Spacewatch    |
| 205181 - | 2000 CS82              | 4 de febrer de 2000    | Socorro              | LINEAR        |
| 205182 - | 2000 CR110             | 6 de febrer de 2000    | Socorro              | LINEAR        |
| 205183 - | 2000 CM113             | 10 de febrer de 2000   | Kitt Peak            | Spacewatch    |
| 205184 - | 2000 DC4               | 28 de febrer de 2000   | Socorro              | LINEAR        |
| 205185 - | 2000 DO6               | 28 de febrer de 2000   | Socorro              | LINEAR        |
| 205186 - | 2000 DZ10              | 26 de febrer de 2000   | Kitt Peak            | Spacewatch    |
| 205187 - | 2000 DT18              | 29 de febrer de 2000   | Socorro              | LINEAR        |
| 205188 - | 2000 DR42              | 29 de febrer de 2000   | Socorro              | LINEAR        |
| 205189 - | 2000 DH46              | 29 de febrer de 2000   | Socorro              | LINEAR        |
| 205190 - | 2000 DH47              | 29 de febrer de 2000   | Socorro              | LINEAR        |
| 205191 - | 2000 DK47              | 29 de febrer de 2000   | Socorro              | LINEAR        |
| 205192 - | 2000 DS62              | 29 de febrer de 2000   | Socorro              | LINEAR        |
| 205193 - | 2000 DO68              | 29 de febrer de 2000   | Socorro              | LINEAR        |
| 205194 - | 2000 ES5               | 2 de març de 2000      | Kitt Peak            | Spacewatch    |
| 205195 - | 2000 EN56              | 8 de març de 2000      | Socorro              | LINEAR        |
| 205196 - | 2000 EC71              | 9 de març de 2000      | Kitt Peak            | Spacewatch    |
| 205197 - | 2000 EX81              | 5 de març de 2000      | Socorro              | LINEAR        |
| 205198 - | 2000 ES98              | 10 de març de 2000     | Kitt Peak            | Spacewatch    |
| 205199 - | 2000 ED117             | 10 de març de 2000     | Socorro              | LINEAR        |
| 205200 - | 2000 EU122             | 11 de març de 2000     | Socorro              | LINEAR        |